# Campionati europei juniores di slittino 2022
I Campionati europei juniores di slittino 2022 furono la quarantatreesima edizione della rassegna continentale juniores dello slittino, manifestazione organizzata annualmente dalla Federazione Internazionale Slittino, e si tennero il 15 ed il 16 gennaio 2022 a Bludenz, in Austria, sulla Eiskanal Bludenz, la stessa sulla quale si svolse anche l'edizione del 1981; con l'introduzione della nuova disciplina del doppio donne furono disputate gare in cinque differenti specialità: nel singolo femminile, nel singolo maschile, nel doppio femminile, nel doppio maschile e nella prova a squadre. 
Anche questa edizione, come ormai da prassi iniziata nella rassegna di Innsbruck 2011, si svolse con la modalità della "gara nella gara" contestualmente alla sesta ed ultima tappa della Coppa del Mondo di categoria 2021/22 premiando gli atleti europei meglio piazzati nelle suddette cinque gare.
Vincitrice del medagliere fu la nazionale tedesca, che conquistò tre titoli dei cinque in palio e cinque medaglie sulle quindici assegnate in totale: quelle d'oro furono ottenute da Melina Fischer nel singolo femminile, da Moritz Jäger e Valentin Steudte nel doppio maschile e dagli stessi Fischer, Jäger e Steudte con Timon Grancagnolo nella prova a squadre; nel doppio femminile trionfò la coppia lettone formata da Viktorija Ziediņa e Selīna Zvilna, mentre lo slovacco Marián Skupek vinse nel singolo maschile.
Gli atleti che riuscirono a salire per due volte sul podio in questa rassegna europea furono i tedeschi Fischer, Jäger e Steudte, i lettoni Zane Kaluma, Kaspars Rinks e Vitālijs Jegorovs ed il russo Eduard Aleksandrov.

## Risultati

### Singolo femminile
La gara fu disputata il 16 gennaio 2022 nell'arco di due manches e presero parte alla competizione 20 atlete in rappresentanza di 9 differenti nazioni; campionessa uscente era l'italiana Verena Hofer, non presente alla prova, ed il titolo venne conquistato dalla tedesca Melina Fischer davanti alla connazionale Jessica Degenhardt, già medaglia d'argento nell'edizione del 2020, ed alla lettone Zane Kaluma; sia la Fisher sia la Kaluma erano alla loro prima medaglia europea di categoria nella specialità.
| Pos. | Atlete             | Nazione  | Tempo    | Distacco |
| ---- | ------------------ | -------- | -------- | -------- |
|      | Melina Fischer     | Germania | 1'03"307 | –        |
|      | Jessica Degenhardt | Germania | 1'03"340 | +0"033   |
|      | Zane Kaluma        | Lettonia | 1'03"465 | +0"158   |
| 4    | Julianna Tunyc'ka  | Ucraina  | 1'03"622 | +0"315   |
| 5    | Theresa Kirchmair  | Austria  | 1'03"764 | +0"457   |
| 6    | Selina Egle        | Austria  | 1'03"819 | +0"512   |
| 7    | Merle Fräbel       | Germania | 1'03"939 | +0"632   |
| 8    | Lara Kipp          | Austria  | 1'04"149 | +0"842   |
| 9    | Darija Olesik      | Russia   | 1'04"245 | +0"938   |
| 10   | Barbara Allmaier   | Austria  | 1'04"297 | +0"990   |

### Singolo maschile
La gara fu disputata il 16 gennaio 2022 nell'arco di due manches e presero parte alla competizione 27 atleti in rappresentanza di 11 differenti nazioni; campione uscente era il russo Pavel Repilov, non presente alla prova, ed il titolo venne conquistato dallo slovacco Marián Skupek davanti all'austriaco Fabio Zauser ed all'altro ruteno Eduard Aleksandrov, tutti e tre alla loro prima medaglia europea di categoria nella specialità.
| Pos. | Atleti               | Nazione    | Tempo    | Distacco |
| ---- | -------------------- | ---------- | -------- | -------- |
|      | Marián Skupek        | Slovacchia | 1'02"587 | –        |
|      | Fabio Zauser         | Austria    | 1'02"723 | +0"136   |
|      | Eduard Aleksandrov   | Russia     | 1'02"788 | +0"201   |
| 4    | Timon Grancagnolo    | Germania   | 1'02"864 | +0"277   |
| 5    | Noah Kallan          | Austria    | 1'02"912 | +0"325   |
| 6    | Kaspars Rinks        | Lettonia   | 1'03"054 | +0"467   |
| 7    | Florian Tanzer       | Austria    | 1'03"159 | +0"572   |
| 8    | Marco Leger          | Germania   | 1'03"371 | +0"784   |
| 9    | Hans Fritzsch        | Germania   | 1'03"374 | +0"787   |
| 10   | Danylo Marcynovs'kyj | Ucraina    | 1'03"383 | +0"796   |

### Doppio femminile
La gara fu disputata il 15 gennaio 2022 nell'arco di due manches e presero parte alla competizione 22 atlete in rappresentanza di 7 differenti nazioni; il titolo, il primo in questa nuova specialità, fu conquistato dalle lettoni Viktorija Ziediņa e Selīna Zvilna davanti alla coppia tedesca formata da Luisa Romanenko e Pauline Patz ed a quella russa composta da Anastasija Kropačeva e Alëna Starkova.
| Pos. | Atlete                              | Nazione    | Tempo    | Distacco |
| ---- | ----------------------------------- | ---------- | -------- | -------- |
|      | Viktorija Ziediņa Selīna Zvilna     | Lettonia   | 1'07"272 | –        |
|      | Luisa Romanenko Pauline Patz        | Germania   | 1'07"410 | +0"138   |
|      | Anastasija Kropačeva Alëna Starkova | Russia     | 1'07"789 | +0"517   |
| 4    | Annika Krause Magdalena Matschina   | Germania   | 1'08"172 | +0"900   |
| 5    | Lisa Zimmermann Dorothea Schwarz    | Austria    | 1'08"316 | +1"044   |
| 6    | Lina Riedl Anna Lerch               | Austria    | 1'08"357 | +1"085   |
| 7    | Nikola Domowicz Dominika Piwkowska  | Polonia    | 1'08"476 | +1"204   |
| 8    | Bianka Petríková Nikola Trembošová  | Slovacchia | 1'08"892 | +1"620   |
| 9    | Marie Sauerteig Hannah Puy          | Germania   | 1'08"913 | +1"641   |
| 10   | Marta Robežniece Kitija Bogdanova   | Lettonia   | 1'08"937 | +1"665   |

### Doppio maschile
La gara fu disputata il 15 gennaio 2022 nell'arco di due manches e presero parte alla competizione 24 atleti in rappresentanza di 7 differenti nazioni; campioni uscenti erano i tedeschi Max Ewald e Jakob Jannusch, non presenti alla prova, ed il titolo fu conquistato dai connazionali Moritz Jäger e Valentin Steudte, davanti alla coppia russa formata da Michail Karnauchov e Jurij Čirva, già medaglia di bronzo nell'edizione del 2020, ed a quella lettone composta da Kaspars Rinks e Vitālijs Jegorovs, sia i tedeschi sia i lettoni erano alla loro prima medaglia europea di categoria nella specialità.
| Pos. | Atleti                               | Nazione    | Tempo    | Distacco |
| ---- | ------------------------------------ | ---------- | -------- | -------- |
|      | Moritz Jäger Valentin Steudte        | Germania   | 1'05"357 | –        |
|      | Michail Karnauchov Jurij Čirva       | Russia     | 1'05"601 | +0"244   |
|      | Kaspars Rinks Vitālijs Jegorovs      | Lettonia   | 1'05"844 | +0"487   |
| 4    | Sergej Zacharov Il'ja Goriainov      | Russia     | 1'05"849 | +0"492   |
| 5    | Sergej Bondarev Anton Osipenko       | Russia     | 1'06"057 | +0"700   |
| 6    | Mircea-Razvan Turea Sebastian Motzca | Romania    | 1'06"393 | +1"036   |
| 7    | Louis Grünbeck Maximilian Kührt      | Germania   | 1'06"842 | +1"485   |
| 8    | Christián Bosman Filip Prušák        | Slovacchia | 1'06"854 | +1"497   |
| 9    | Vratislav Varga Metod Majerčák       | Slovacchia | 1'07"112 | +1"755   |
| 10   | Tudor-Ștefan Handaric Ciprian Banaru | Romania    | 1'07"166 | +1"809   |

### Gara a squadre
La gara fu disputata il 16 gennaio 2022 e ogni squadra nazionale prese parte alla competizione con una sola formazione; nello specifico la prova vide la partenza di una "staffetta" composta da una singolarista donna e un singolarista uomo, nonché da un doppio per ognuna delle 9 formazioni in gara, che scesero lungo il tracciato consecutivamente senza interruzione dei tempi tra un atleta e l'altro; il tempo totale così ottenuto laureò campione la nazionale tedesca di Melina Fischer, Timon Grancagnolo, Moritz Jäger e Valentin Steudte davanti alla squadra lettone composta da Zane Kaluma, Roberts Dreimanis, Kaspars Rinks e Vitālijs Jegorovs ed a quella russa formata da Daria Olesik, Eduard Aleksandrov, Lev Romanov e Vladislav Veremeenko.
| Pos. | Nazione    | Atlete/i                                                                | Tempo    | Distacco |
| ---- | ---------- | ----------------------------------------------------------------------- | -------- | -------- |
|      | Germania   | Melina Fischer Timon Grancagnolo Moritz Jäger / Valentin Steudte        | 1'36"056 | –        |
|      | Lettonia   | Zane Kaluma Roberts Dreimanis Kaspars Rinks / Vitālijs Jegorovs         | 1'36"750 | +0"694   |
|      | Russia     | Daria Olesik Eduard Aleksandrov Lev Romanov / Vladislav Veremeenko      | 1'37"023 | +0"967   |
| 4    | Slovacchia | Nikola Trembošová Marián Skupek Christián Bosman / Filip Prušák         | 1'37"193 | +1"137   |
| 5    | Ucraina    | Julianna Tunyc'ka Danylo Marcynovs'kyj Vadym Mykyievyč / Bohdan Babura  | 1'37"421 | +1"365   |
| 6    | Austria    | Theresa Kirchmair Fabio Zauser Lisa Zimmermann / Dorothea Schwarz       | 1'37"453 | +1"397   |
| 7    | Romania    | Ioana-Corina Buzatoiu Vlad Musei Mircea-Razvan Turea / Sebastian Motzca | 1'38"266 | +2"210   |
| 8    | Polonia    | Anna Bryk Mateusz Karaś Nikola Domowicz / Dominika Piwkowska            | 1'38"510 | +2"454   |
| 9    | Rep. Ceca  | Lucie Jansová Jakub Vepřovský Markéta Nováková / Anna Vejdělková        | 1'39"347 | +3"291   |

## Medagliere
| Pos.   | Nazione    | Oro | Argento | Bronzo | Totale |
| ------ | ---------- | --- | ------- | ------ | ------ |
| 1      | Germania   | 3   | 2       | 0      | 5      |
| 2      | Lettonia   | 1   | 1       | 2      | 4      |
| 3      | Slovacchia | 1   | 0       | 0      | 1      |
| 4      | Russia     | 0   | 1       | 3      | 4      |
| 5      | Austria    | 0   | 1       | 0      | 1      |
| Totale | Totale     | 5   | 5       | 5      | 15     |